# Église Saint-Jean-Baptiste d'Allué
L’église Saint-Jean-Baptiste d'Allué (en aragonais : Sant Chuan Bautista d'Allué ; en espagnol San Juan Bautista de Allué) se trouve dans le village d'Allué, sur la commune de Sabiñánigo, dans la comarque de l'Alto Gállego (province de Huesca, communauté autonome d'Aragon). De style roman, elle a sans doute été construite au XIIe siècle. Elle comprend une nef simple et un chœur semi-circulaire, avec une porte du côté sud, auxquels est accolée une tour-clocher comptant un étage, qui a peut-être eu une fonction défensive. 